# اسی سانت‌انتونیو
اسی سانت‌انتونیو (به ایتالیایی: Aci Sant'Antonio) یک سکونتگاه مسکونی در ایتالیا است که در استان کاتانیا واقع شده‌است.

## خصوصیات
اسی سانت‌انتونیو ۱۴٫۳ کیلومترمربع مساحت و ۱۷٬۳۴۸ نفر جمعیت دارد و ۳۰۲ متر بالاتر از سطح دریا واقع شده‌است.